# Michael Hoffmann (Autor)
Michael Hoffmann (* August 1955) ist ein deutscher Bergsteiger, Berg- und Skiführer sowie Ausbilder. Er ist Autor mehrerer Fachbücher zum Thema Sportklettern, die teils als Standardwerk bzw. Bestseller gelten.

## Leben
Michael Hoffmann studierte Geologie an der Ludwig-Maximilians-Universität in München und schloss 1985 mit dem Diplom ab. Seit 1982 ist er staatlich geprüfter Berg- und Skiführer.
Hoffmann arbeitet als freiberuflicher Bergführer sowie als Ausbilder im Lehrteam des Deutschen Alpenvereins (DAV). Von 1995 bis 2015 oblag ihm die Koordination des Bundeslehrteams Sportklettern, das für die Ausbildung der Sportklettertrainer des DAV zuständig ist.
Von 1985 bis 2010 gehörte er zum Lehrteam des Verbands Deutscher Berg- und Skiführer (VDBS).
Er ist Leiter der 1986 gegründeten Rotpunktschule – der seinerzeit ersten, auf Sportklettern spezialisierte „Bergschule“. Die Rotpunktschule wurde 2011 umgestaltet und bietet überregional Personal Trainings an. Es können Trainer für individuelle Klettercoachings gebucht werden.
Michael Hoffmann ist verheiratet, hat drei Kinder und lebt in Ottobrunn.

## Erstbegehungen
Als Kletterer hat Hoffmann eine Reihe von Erstbegehungen durchgeführt, unter anderen:
- Schlichtweg (Schwierigkeitsskala: VIII, Berg: Fleischbank (Kaisergebirge))
- Troja (IX+, Fleischbank)
- Zeichensprache (IX+/X-, Fleischbank)
- Shake Hands (VIII-, Hochblassen)
- DomCat (IX, Oberreintaldom)
- Memory (IX, Fleischbank)
- U-Bahn (VIII+/IX-, Berggeistturm)
- Take Five (VIII+/IX-, Berggeistturm)
- Bodenlos für Weicheier (IX, Fleischbank)
- Sonnenwende (IX, Plankenstein)
- Geht's noch, Doc (IX+/10-, Plankenstein)
- Knüppel aus dem Sack (VIII+/IX-, Oberreintaldom)
- Gut gebrüllt, Löwe (IX, Oberreintaldom)

## Schriften
- Lawinen-Gefahr. Risiken erkennen – Entscheidungen treffen. 2. Auflage. BLV, München 2001, ISBN 3-405-15974-1.
- Sicher Sichern. Sportklettern, Eis, BigWall. 5. Auflage. Panico, Köngen 2013, ISBN 978-3-936740-18-9.
- Sportklettern. Technik, Taktik, Sicherung. 12. Auflage. Panico, Köngen 2012, ISBN 978-3-926807-88-5
- Outdoor Klettern. BLV, München 2013, ISBN 978-3-8354-1108-1.
- Alpin-Lehrplan 2, Klettern. Technik, Taktik, Psyche. BLV, München 2018, ISBN 978-3-8354-0535-6.
- Mit Gerhard Hofmann und Rainer Bolesch: Alpin-Lehrplan 6, Wetter und Orientierung. BLV, München 2018, ISBN 3-8354-0044-4